# (451657) 2012 WD36
(451657) 2012 WD36, também escrito como (451657) 2012 WD36, é um objeto transnetuniano que está localizado no disco disperso, uma região do Sistema Solar. O mesmo possui uma magnitude absoluta de 6,9 e tem um diâmetro com cerca de 183 km.

## Descoberta
(451657) 2012 WD36 foi descoberto no dia 19 de novembro de 2012 pelo DECam.

## Órbita
A órbita de (451657) 2012 WD36 tem uma excentricidade de 0,514 e possui um semieixo maior de 76,887 UA. O seu periélio leva o mesmo a uma distância de 37,354 UA em relação ao Sol e seu afélio a 116 UA.